# Saga Airlines
Saga Airlines est une compagnie charter basé à Istanbul, Turquie, laquelle sert l'industrie du tourisme.

## Historique
La compagnie a été fondée en 2004 et a commencé les opérations en juin 2004. Elle appartient à Abdulkadir Kolot, le président de la compagnie.

## Opérations
Saga Airlines opère un vaste programme de vols charters entre la Turquie et les pays de l'Europe du Nord pour le compte de divers tours opérateurs. Elle loue également des avions à d'autres compagnies aériennes.

## Flotte
| Constructeur | Type   | Modèle  | Propulsion       | Nombre d'avions | Mise en service | Retrait   | Passagers       | Personnel cockpit / cabine | remarques                     |
| ------------ | ------ | ------- | ---------------- | --------------- | --------------- | --------- | --------------- | -------------------------- | ----------------------------- |
| Airbus       | A300B2 | B2K-3C  | 2 turboréacteurs | 1               | 03.2006         | 05.2006   |                 |                            |                               |
| Airbus       | A310   | 304     | 2 turboréacteurs | 2               | 2007 2010       | 2011 2012 | C18Y200 C22Y187 |                            |                               |
| Airbus       | A320   | 214     | 2 turboréacteurs | 1               | 2012            | -         |                 |                            | loué à Ghadames Air Transport |
| Airbus       | A330   | 343X    | 2 turboréacteurs | 1               | 2010            | 2011      | C36Y282         |                            |                               |
| Boeing       | 737    | 48E     | 2 turboréacteurs | 2               | 2010            | 2010      |                 |                            |                               |
| Boeing       | 737    | 83N(WL) | 2 turboréacteurs | 2               | 2010            | 2011      |                 |                            |                               |
| Boeing       | 737    | 86J(WL) | 2 turboréacteurs | 2               | 2009            | 2011      | Y186            |                            |                               |
| Boeing       | 737    | 8S3     | 2 turboréacteurs | 2               | 2010            | 2011      |                 |                            |                               |